# ليزا ماغيري
ليزا ماغيري (بالإنجليزية: Lisa Maguire)‏ هي لاعبة غولف أيرلندية، ولدت في 30 نوفمبر 1994 في جمهورية أيرلندا.